# John Levy
John Levy (Nova Orleães, 11 de abril de 1912 — 20 de janeiro de 2012, Altadena) foi um músico jazz baixista e empresário Africano-norte-americano.
Levy nasceu em Nova Orleães, Louisiana. Em 1944, ele deixou a casa de sua família em Chicago, Illinois, e se mudou para Nova Iorque, onde ele tocou baixo para músicos de jazz, com outros profissionais Erroll Garner, Milt Jackson, e Billie Holiday. Em 1949, ele se tornou o baixista original, onde também atuou como gerente. Em 1951, Levy abriu John Levy Enterprises, Inc., tornando-se o primeiro gerente pessoal Africano-norte-americano no pop/jazz da música. Na década de 1960.
Em 1997, Levy foi introduzido no Jazz Hall da Fama Internacional, e em 2006 foi nomeado mestre do jazz pelo National Endowment for the Arts. Ele faliceu, em 2012 com idade de 99 anos, em Altadena, Califórnia.